# Kandibata
Kandibata is een bestuurslaag in het regentschap Karo van de provincie Noord-Sumatra, Indonesië. Kandibata telt 1925 inwoners (volkstelling 2010).